# Шукасаптати
«Шукасаптати» (санскр. शुकसप्तति, IAST: śukasaptati «Семьдесят рассказов попугая») — сборник санскритских новелл, развивающий заложенную «Панчатантрой» традицию древнеиндийской литературы. Время его составления точно неизвестно; часто его окончательное оформление относят к XII веку. В основе рассказов лежат фольклорные сюжеты, известные в Индии ещё в глубокой древности и неоднократно подвергавшиеся литературной обработке. Предметом обработок и переделок стали и сами «Семьдесят рассказов попугая».
70 новелл, составляющих «Шукасаптати», объединены «рамкой». Легкомысленная купеческая жена Падмавати в отсутствие мужа, уехавшего на чужбину, желает встретиться с любовником. Но каждый раз, когда она собирается выйти из дома, её удерживает ручной попугай, рассказывающий занимательные истории. Так продолжается до тех пор, пока не возвращается муж.
Большинство новелл посвящено неверным женам, которые прибегают к различным уловкам, чтобы скрыть свою измену, и неизменно преуспевают. Рассказы «Шукасаптати» откровенно эротичны, часто содержат фантастические или сатирические элементы. В прозаическое повествование включены стихотворные вставки.
Санскритский текст сборника известен в двух редакциях — «упрощённой» (лат. simplicior) и «украшенной» (лат. ornatior), различающихся количеством стилистических украшений и повествовательной техникой. Многие из рассказов «Шукасаптати» имеют параллели в джатаках, «Океане сказаний» и других сборниках древнеиндийских повестей.
В XIV веке индо-персидский автор З. Нахшаби создал «Тути-наме» — книгу рассказов, заимствующих «рамку» и часть сюжетов из «Шукасаптати». В этом персидском изводе «Семьдесят рассказов попугая» впервые стали известны в Средней Азии и европейских странах.
Из индо-персидских переработок «Тути-наме» Нахшаби наибольшей известности достигла редакция Мохаммада Кадири XVII века, которая частично отступает от первоисточника. Так, количество глав сокращено М. Кадири до тридцати пяти (в это число входит начало и конец обрамляющей повести и 35 отдельных сказок). Две сказки являются новыми и отсутствуют у Нахшаби. Имя главной героини Падмавати заменено на Худжасту.
«Тути Нама» Мохаммада Кадири была переведена на пушту и на несколько новоиндийских языков, а из европейских — на английский, немецкий, французский, испанский, итальянский и русский. В Индии популярной редакцией «Тути Нама» М. Кадири является переложение на язык урду, сделанное в 1801 году Сайидом Хайдар-Бахшем Хайдари — «Тота Кохани». В 1932 году его перевод был подготовлен для серии «Сокровища мировой литературы» издательства «Academia» М. И. Клягиной-Кондратьевой.

## Публикации
- Шукасаптати. Семьдесят рассказов попугая / Пер. с санскрита М. А. Ширяева. Ред. и пред. В. И. Кальянова. — М: Издательство восточной литературы, 1960. — 176 с.
- Хайдари Сайид Хайдар-Бахш. Сказки попугая (Тота Кохани) / Пер. с урду М. И. Клягиной-Кондратьевой. — М.; Л.: Academia, 1933. — 248 с. — Серия «Сокровища мировой литературы».
- Сказки попугая / Пер. с урду М. И. Клягиной-Кондратьевой // В кн.: Индийские сказки. — М.: Гослитиздат, 1956. — С. 219—390.
- Сказки попугая. Индийские легенды и сказания / Пер. с урду М. И. Клягиной-Кондратьевой. Сост. М. Л. Салганик. — М.: Полифакт, Журнал «Дружба народов», 1992. — 288 с. — Серия «Сказки для детей и взрослых». — ISBN 5-7815-1530-5.
- Сказки попугая / Пер. с урду М. И. Клягиной-Кондратьевой // В кн.: Хитопадеша, или Полезные наставления. Индийские притчи. — М.: Эксмо-Пресс; Харьков: Изд-во «Око», 2000. — С. 281—459.